# نور علي (لاعب كريكت)
نور علي (10 يوليو 1988 بخوست في أفغانستان - ) هو لاعب كريكت أفغاني. شارك مع منتخب أفغانستان للكريكت.

## وصلات خارجية
- نور علي على موقع إي آس بي آن كريك إنفو (الإنجليزية)